# 朝鲜民主主义人民共和国大元帅
大元帅（韓語：대원수）可能为朝鲜民主主义人民共和国的最高军衔级别，目前仅金日成和金正日为此等军衔。其等级高于元帅。中国历史上亦有大元帅，例如孙中山。

## 历史

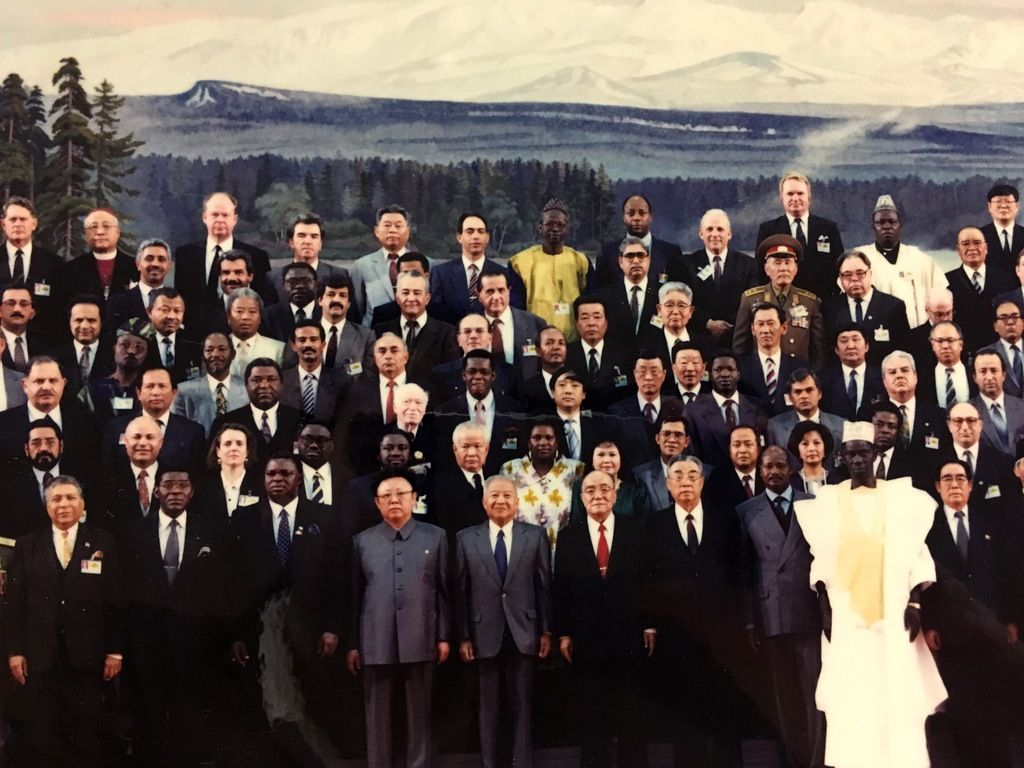
金日成八十岁生日庆典（1992年4月15日摄）

1992年4月，朝鲜劳动党中央委员会、中央军事委员会、国防委员会、中央人民委员会共同决定，为纪念金日成80岁诞辰（太阳节），特此设立大元帅衔并将其授予金日成。 2012年2月，金日成之子和继任者金正日在其七十岁冥诞（光明星节）之际被追授这一称号。
大元帅肩章与元帅相似，但在朝鲜国徽下方的帅星下方的徽章经过调整（并且在阅兵制服领子下方佩戴的的帅星上添另外加上了国徽）。肩章基于苏联非正式军衔“苏联大元帅”式样设计 。

## 排名比较
根据驻韩美军的军衔比较表，大元帅等效于“七星上将”，元帅和次帅则等效于特级和五星上将。尽管通常被认为该军衔等效于六星等级，但“大元帅”在美国军事出版物中与陆军上将相当。欧洲军事文献将等级评定为相当于大元帅。
韩国军队从未设置等效于朝鲜元帅的军衔，且却有嘲笑这些军衔是为了“超越”其他国家的军队统帅而设立，且无关军事指挥权。即便如此，这些军衔的持有者已经指挥了泛亚地区最大的军队之一，因此对他们的存在给予了一定认可。

### 其他国家的大元帅
- 中华人民共和国大元帅
- 大元帅 (日本)

### 下级衔别
- 元帅 (朝鲜半岛)
- 元帅
- 日本元帅